# Clastobryum trichophyllum
Clastobryum trichophyllum là một loài rêu trong họ Sematophyllaceae. Loài này được (Sw. ex Hedw.) E. Britton mô tả khoa học đầu tiên năm 1914.